# Claudio I (vescovo di Torino)
Claudio I di Torino (Catalogna, 780 circa – Torino, 827) fu vescovo di Torino dall'818 all'827.
Caso abbastanza raro nella storia del cristianesimo di rito latino, fu iconoclasta severissimo, oppositore del culto dei santi, della Madonna, delle reliquie e della croce. Pur criticando i pellegrinaggi a Roma e contestando i poteri pontifici, non venne mai sospeso né condannato, restando fino alla morte l'esegeta biblico ufficiale dell'impero d'Occidente nonché uno stimato predicatore e autore di commentari.

## Biografia
Prima della sua elezione alla cattedra episcopale torinese, di lui si sa che era originario della Penisola Iberica, dove aveva studiato ed era stato discepolo di Felice, vescovo di Urgell.
Abbandonata la Penisola Iberica, giunse in Francia poco dopo la morte di Carlo Magno, stabilendosi alla corte del figlio di lui, come cappellano del palazzo imperiale per via della propria approfondita conoscenza delle Sacre Scritture, dote per cui era da molti lodato.
Era infatti stato autore di tre commentari sulla Genesi (814), uno sul Vangelo secondo Matteo e dedicato all'abate Giusto di Charroux (815), quattro sull'Esodo (821) e altri sul Levitico (823). Si impegnò attivamente anche sul commento di tutte le lettere di san Paolo apostolo che dedicò all'abate di Solignae e all'imperatore Ludovico il Pio.
Fu infatti quest'ultimo, giudicati i suoi meriti, a erigerlo a successore della cattedra di Torino, scelta che non si rivelò felice. A detta dei commentatori, infatti, Claudio I diffuse in Torino il germe dell'eresia iconoclasta, ritenendo che fosse inadatto ai cristiani adorare le immagini sacre, poiché esse erano riflesso dell'arte umana e non manifestazione della divinità, che si trovava in esse reificata come nelle are pagane.
Le teorie di Claudio erano giunte all'orecchio del pontefice Pasquale I il quale però non ci è dato sapere quali provvedimenti avesse preso in merito alla questione. Si sa invece che un amico del vescovo torinese, Teodemiro, che era abate in Francia, gli scrisse nel tentativo di confutare le sue tesi, ma che fu impedito in questo dalla propria morte.
Questo atto, comunque, bastò a che le opere di Claudio venissero tutte giudicate eretiche ed egli stesso morì nell'827 circa senza aver ufficialmente ritrattato.
La sua figura, quasi novecento anni dopo, venne ripresa dalla letteratura sacra valdese, che lo segnalò come esempio di uomo virtuoso e saggio, il che diede nuovamente adito allo scatenarsi delle lotte tra cattolici ed evangelici in Piemonte.
La casa editrice valdese Claudiana deve il suo nome alla sua figura.

### Opere
- Commentario alla Genesi, in Migne, Patrologia latina, L, 893-1048
- Commentario all'Esodo, in 5 volumi - perduto
- Commentario al Levitico, in 4 volumi, in Migne, Patrologia latina, CIV, 615-17 e 617 C-620 B
- Commentario ai Numeri, perduto
- Commentario al Deuteronomio, perduto
- Cronaca De sex aetatibus mundi, in M. Ferrari, Note su Claudio di Torino, in «Italia medioevale e umanistica» 16 (1973), pp. 307-308.
- Apologeticum atque rescriptum Claudii episcopi adversus Theutmirum abbate, perduto tranne 14 frammenti riportati da Dugal all'inizio dei suoi Responsa contra perversas Claudii Taurinensis episcopi sententias (827 ca), editi in Migne, Patrologia latina, CV, 465-530.

### Studi
- G. Italiani, La tradizione esegetica nel commento ai Re di Claudio di Torino, Firenze 1979
- Emilio Comba, Claudio di Torino: ossia la Protesta di un vescovo, Claudiana, Torino, 1895.
- Giovanni Battista Semeria, Storia della Chiesa Metropolitana di Torino, Torino, 1840.
- Elisabetta Bellagente, La Chronica de sex aetatibus di Claudio vescovo di Torino, in Aevum. Rassegna di scienze storiche linguistiche e filologiche 2 (1999), pp. 237-246
- Ester Brunet, «Inimicus et persecutor crucis Christi»: Claudio vescovo di Torino (780-828), in Teologia politica 4. Eretici, a cura di Gianluca Solla, Genova-Milano 2011, pp. 126-140
- Giuseppe Sergi, CLAUDIO, in Dizionario biografico degli italiani, vol. 26, Roma, Istituto dell'Enciclopedia Italiana, 1982. URL consultato il 26 agosto 2017.
- Alberto Casella, Iconoclastia in occidente nel IX secolo: il caso estremo di Claudio di Torino , vescovo stauroclasta, in Sacra Doctrina. Rivista semestrale di teologia sistematica 66 (2021) 1, pp. 53-95.